# Maria Bujakowa (malarka)
Maria Bujakowa, także jako Maria Bujak (ur. 25 marca 1910 na Kaukazie, zm. 8 stycznia 1990 w Bytomiu) – polska malarka.

## Życiorys
Urodziła się na Kaukazie. W roku 1921 przybyła z rodzicami do Polski. Po ukończeniu Państwowej Szkoły Sztuk Zdobniczych i Przemysłu Artystycznego w Krakowie studiowała w tamtejszej Akademii Sztuk Pięknych, gdzie uczęszczała do pracowni malarskich Władysława Jarockiego, Wojciecha Weissa i Ignacego Pieńkowskiego oraz graficznych Jana Wojnarowskiego i Ludwika Gardowskiego. Po II wojnie światowej osiedliła się w Bystrej Śląskiej jako żona lekarza, dr. Tadeusza Bujaka, którego w 1945 r. ZUS mianował dyrektorem tutejszego sanatorium przeciwgruźliczego.

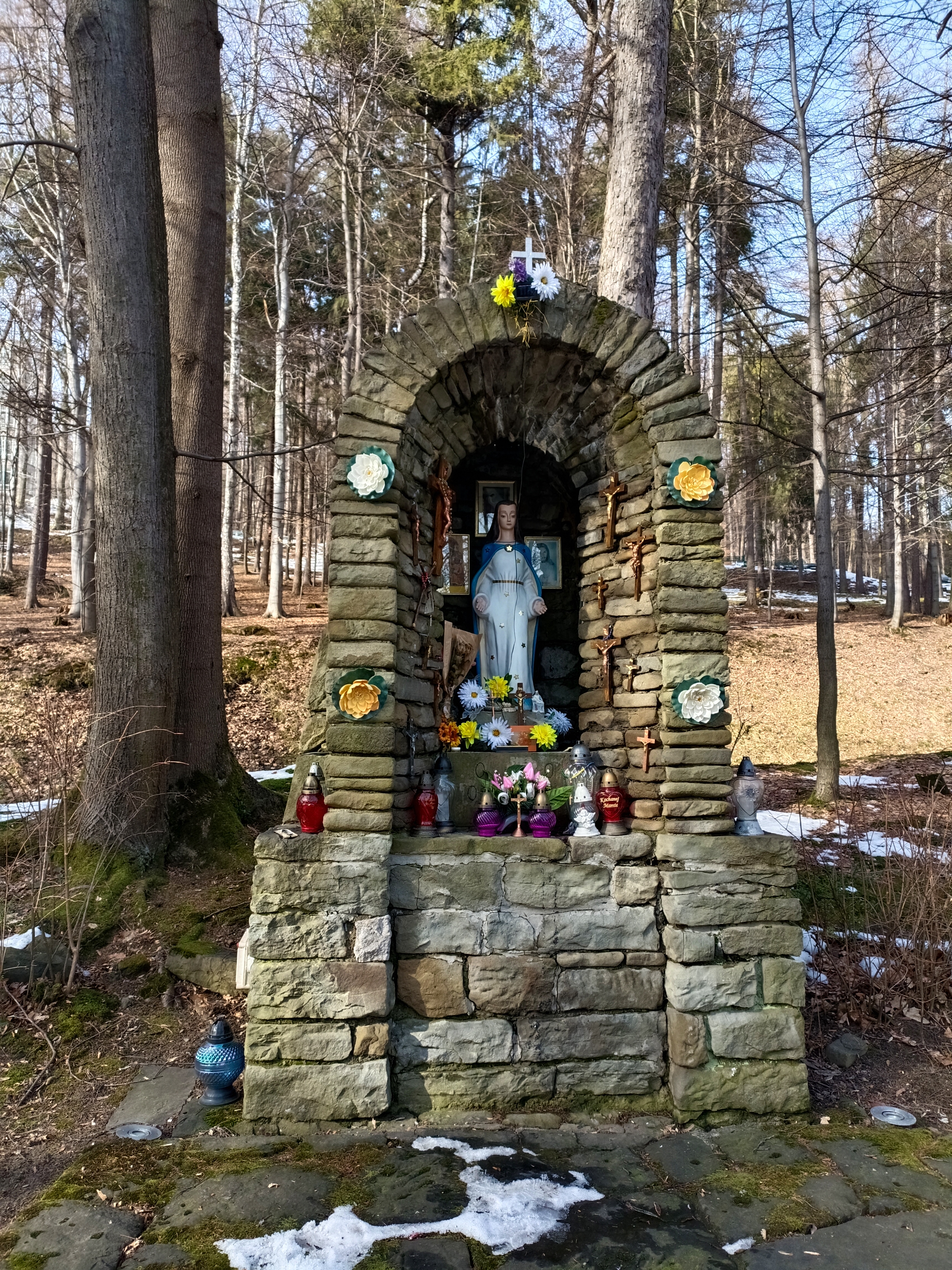
Kapliczka w sanatorium w Bystrej

W sanatorium była animatorką życia artystycznego i kulturalnego, organizując  koncerty, wystawy i przedstawienia dla pacjentów. Na prośbę pacjentów wspólnie z rzeźbiarzem Edwardem Piwowarskim wzniosła istniejącą do dziś kapliczkę w kształcie kamiennej groty z figurką Matki Boskiej. Po przejęciu pełni władzy w Polsce przez PZPR w 1948 r. zgoda na postawienie tej kapliczki stała się dla władz jednym z pretekstów do atakowania dyrektora sanatorium dr. Bujaka, członka PPS. Pod presją UB i prokuratury, zagrożony uwięzieniem, dr Bujak zrezygnował z kierowania sanatorium.
W roku 1950  rodzina Bujaków przeniosła się do Bytomia, gdzie Maria pracowała jako projektantka odzieży w Bytomskich Zakładach Przemysłu Odzieżowego. Czterokrotnie otrzymała nagrodę Ministerstwa Kultury i Sztuki w dziedzinie wzornictwa.
Uczestniczyła w konserwacji polichromii zabytkowego drewnianego kościoła w Mikuszowicach Krakowskich (obecnie kościół św. Barbary w Bielsku-Białej). Jej obrazy brały udział w wystawach oddziałowych ZPAP w Bielsku-Białej.

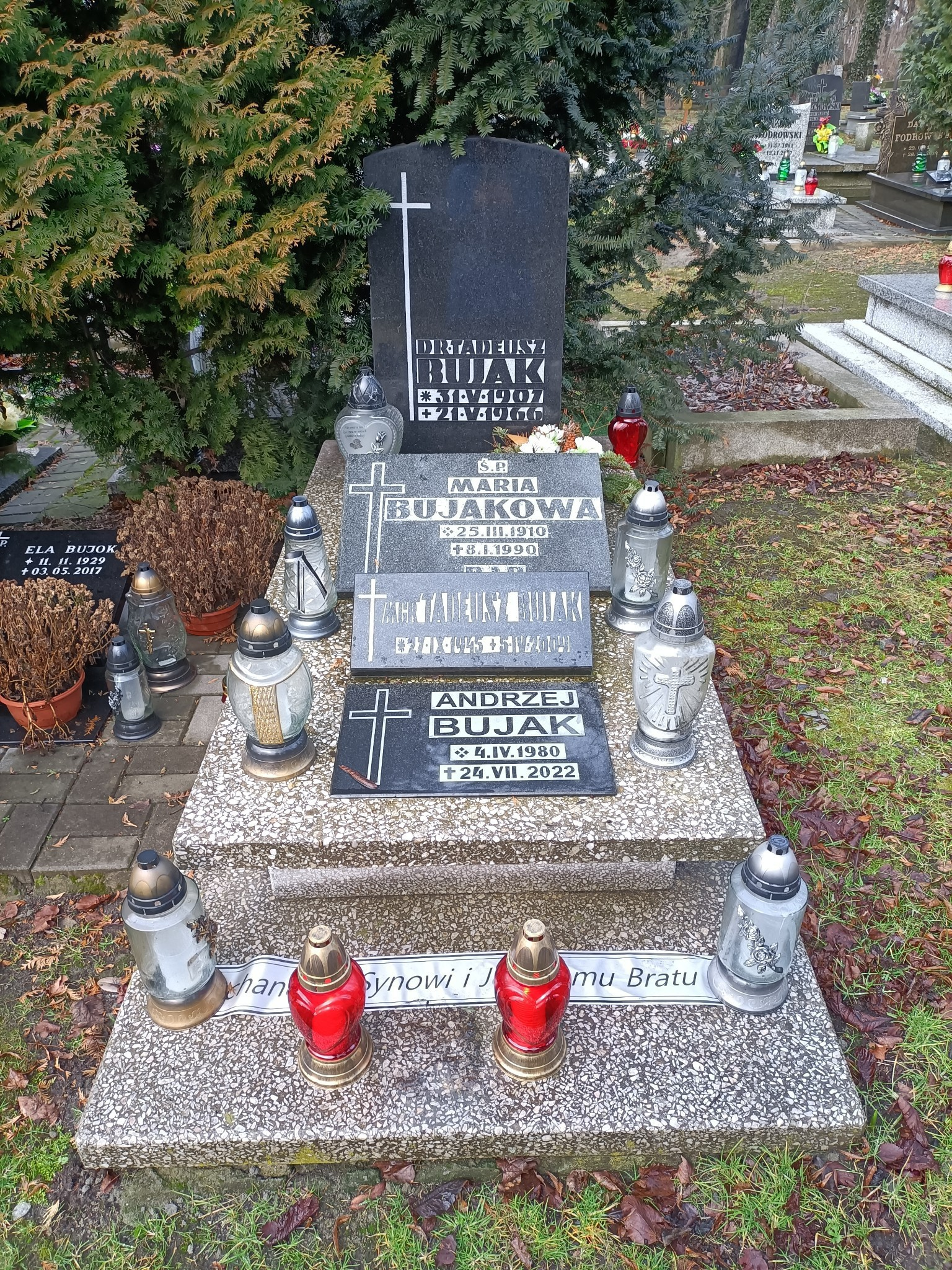
Grób Marii Bujakowej w Bytomiu

W 1962 r. w Bytomiu była jedną z założycielek Spółdzielni Plastyków „Pion”, która połączyła się z warszawską Spółdzielnią Pracy Twórczej Polskich Artystów Plastyków „Plastyka” i pod tą nazwą funkcjonuje do dziś.
Jej prace były prezentowane na wystawach bytomskich artystów, np. w 1968 r. w Klubie Międzynarodowej Prasy i Książki.
We wrześniu 1987 r. otrzymała główną nagrodę w konkursie na domniemany portret Walentego Roździeńskiego – konkurs odbył się w ramach dorocznego festynu kulturalnego, organizowanego przez miasto Katowice pod nazwą Kontrakty Roździeńskie. Nagrodzony obraz znajduje się dziś w zbiorach Muzeum Historii Katowic, a jego fotografię można zobaczyć na stronie Fundacji Dla Dziedzictwa.
Była matką dziennikarki Ewy Maziarskiej.

## Obrazy Marii Bujakowej
Obrazy umieszczone w poniższej galerii znajdują się w posiadaniu członków rodziny Marii Bujakowej.

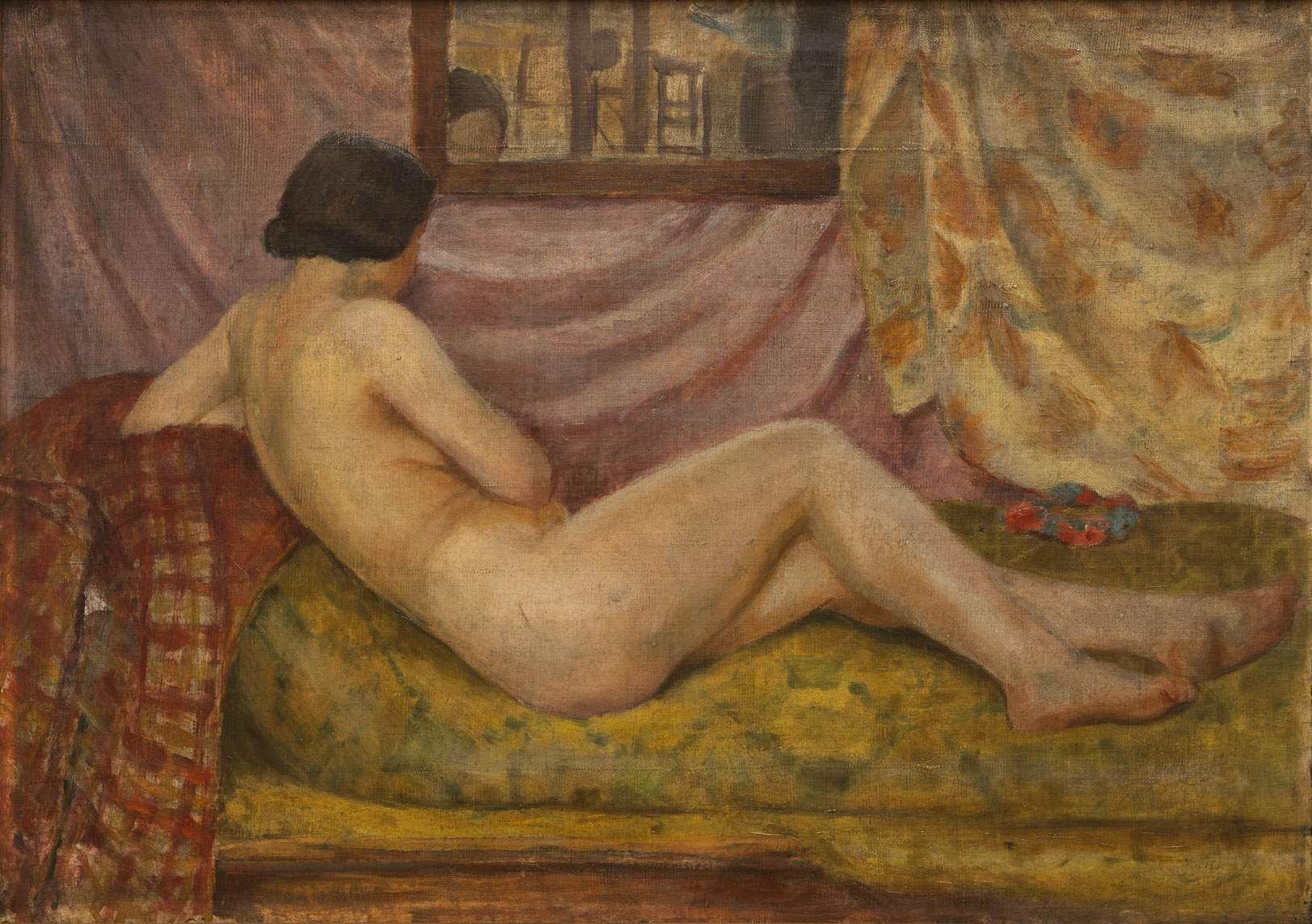
Akt. Olej
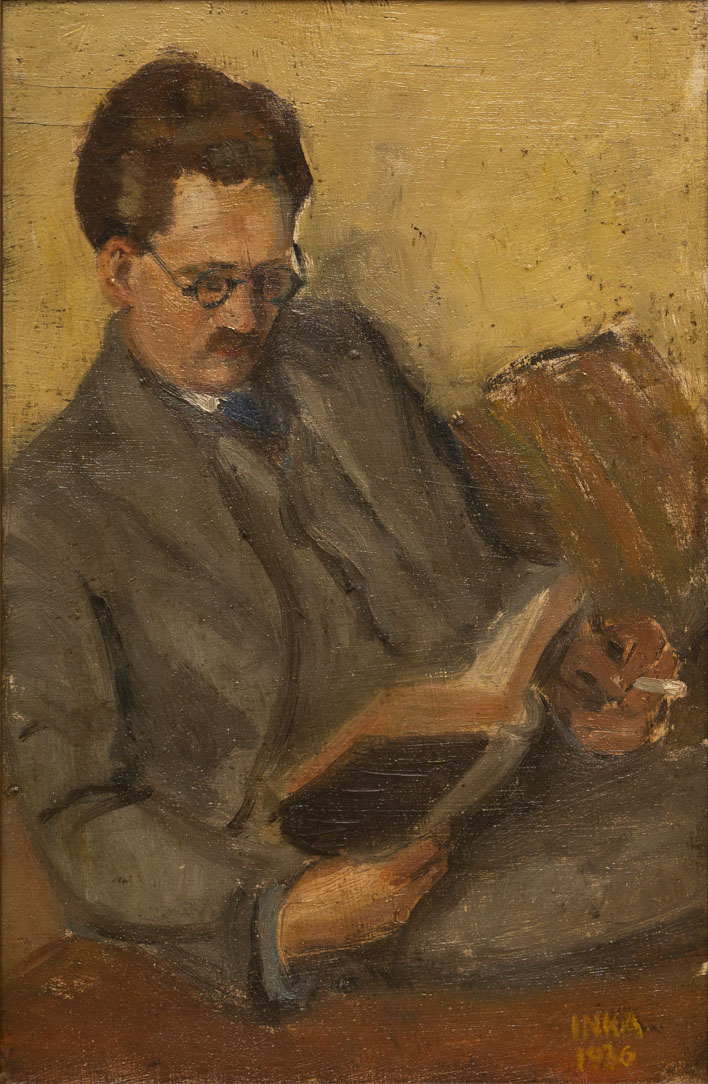
Portret męża dr. Tadeusza Bujaka. Olej
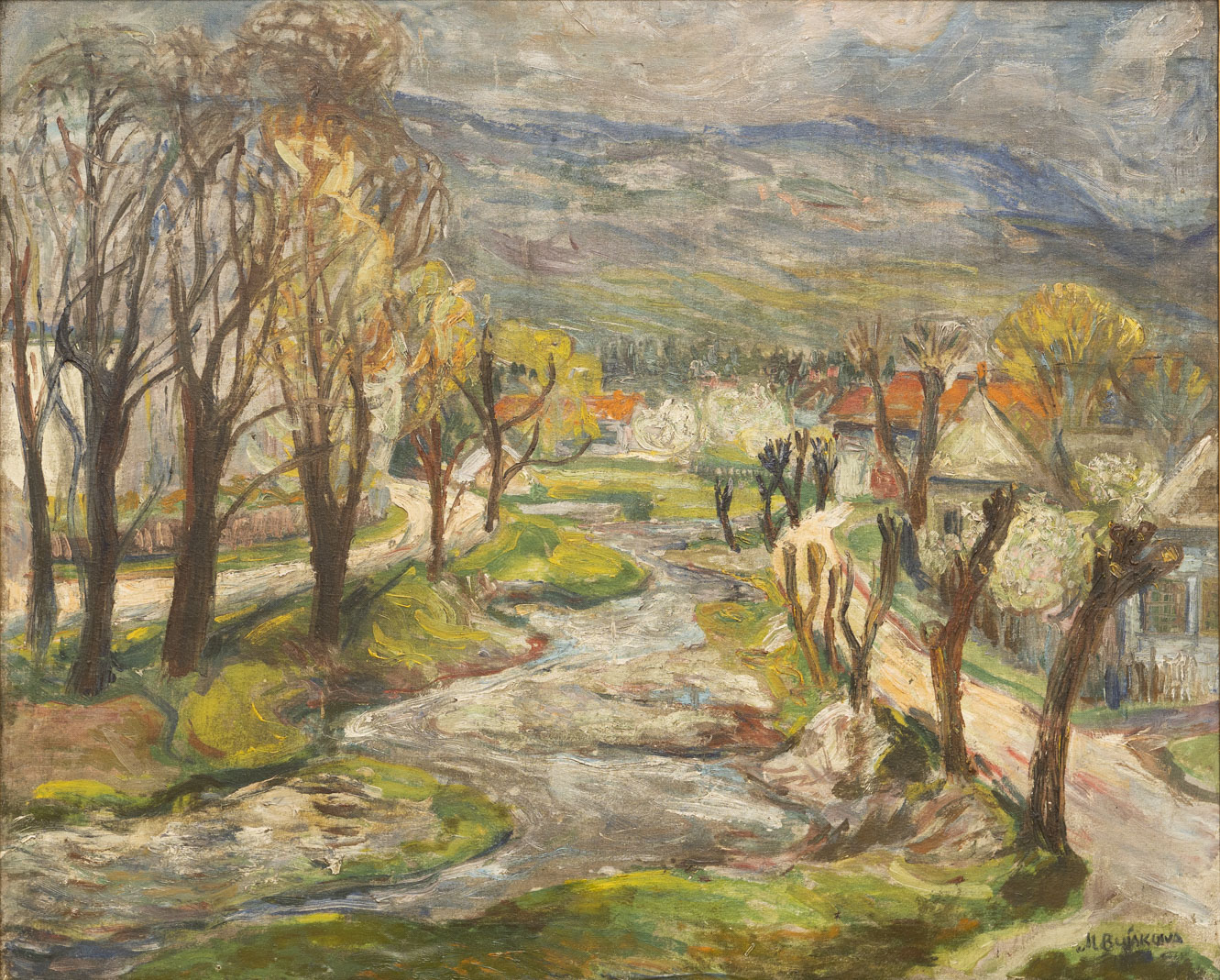
Pejzaż Bystrej, rzeka Białka. Olej
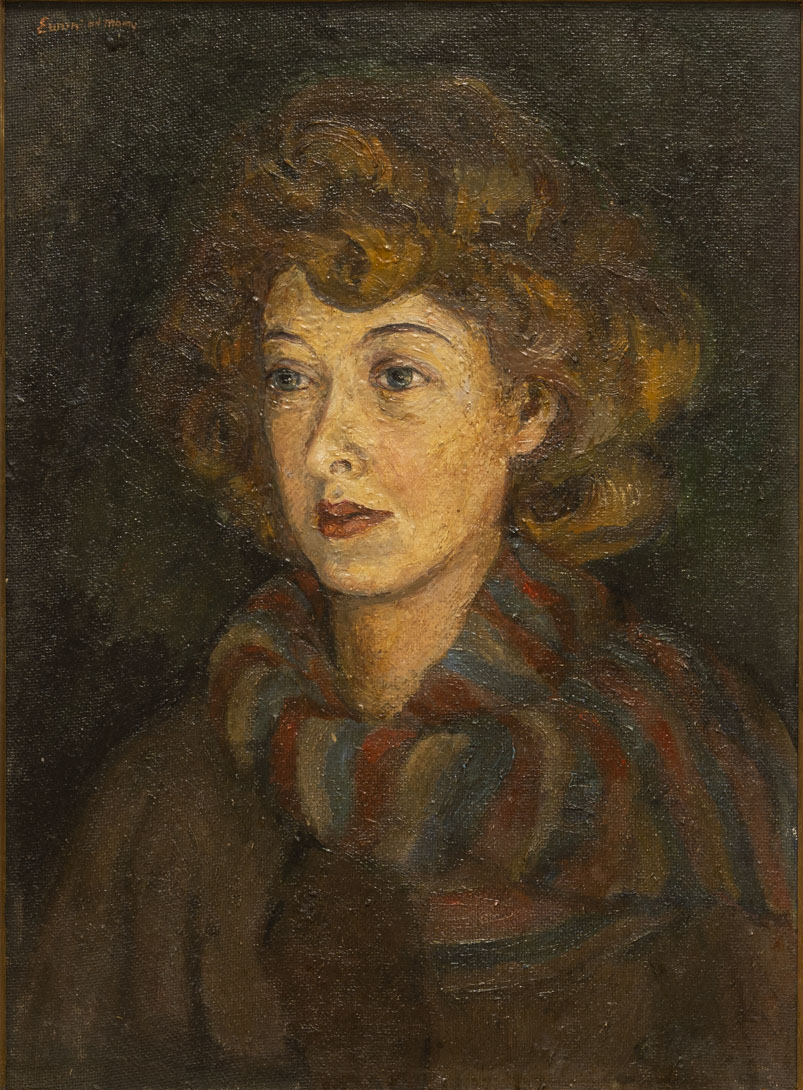
Portret córki Ewy. Olej
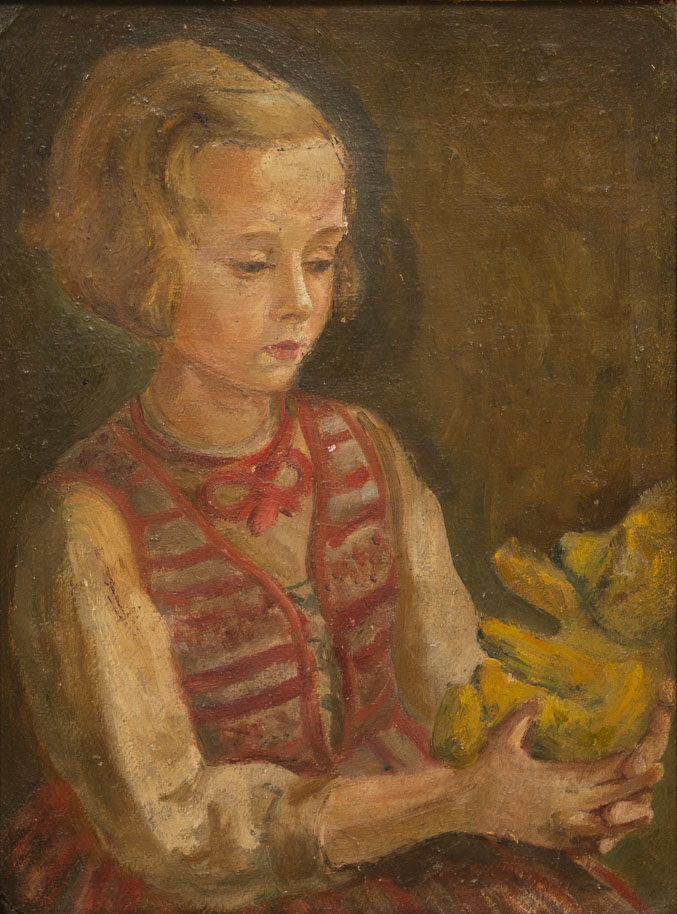
Portret córki Ewy z misiem. Olej
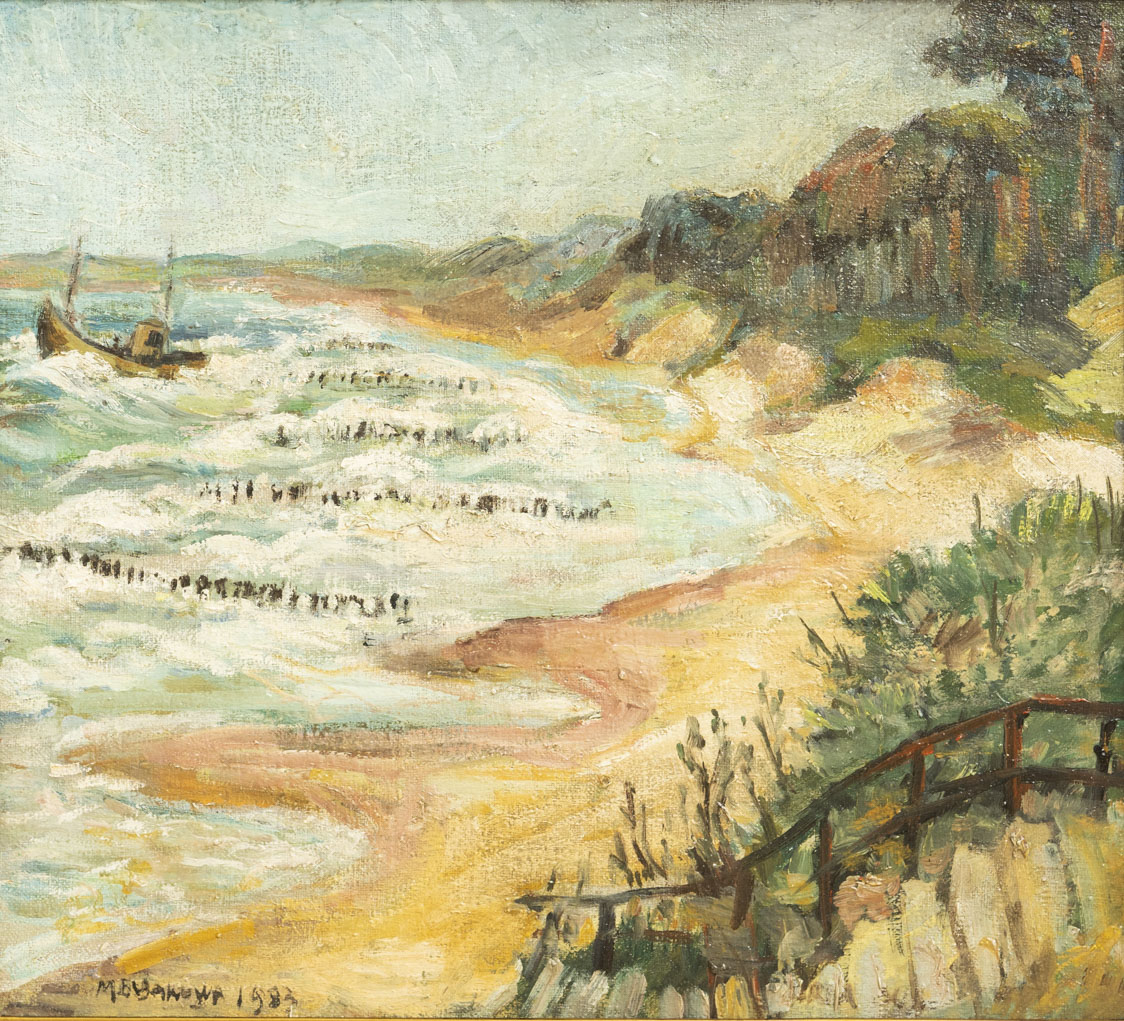
Plaża w ustce. Olej
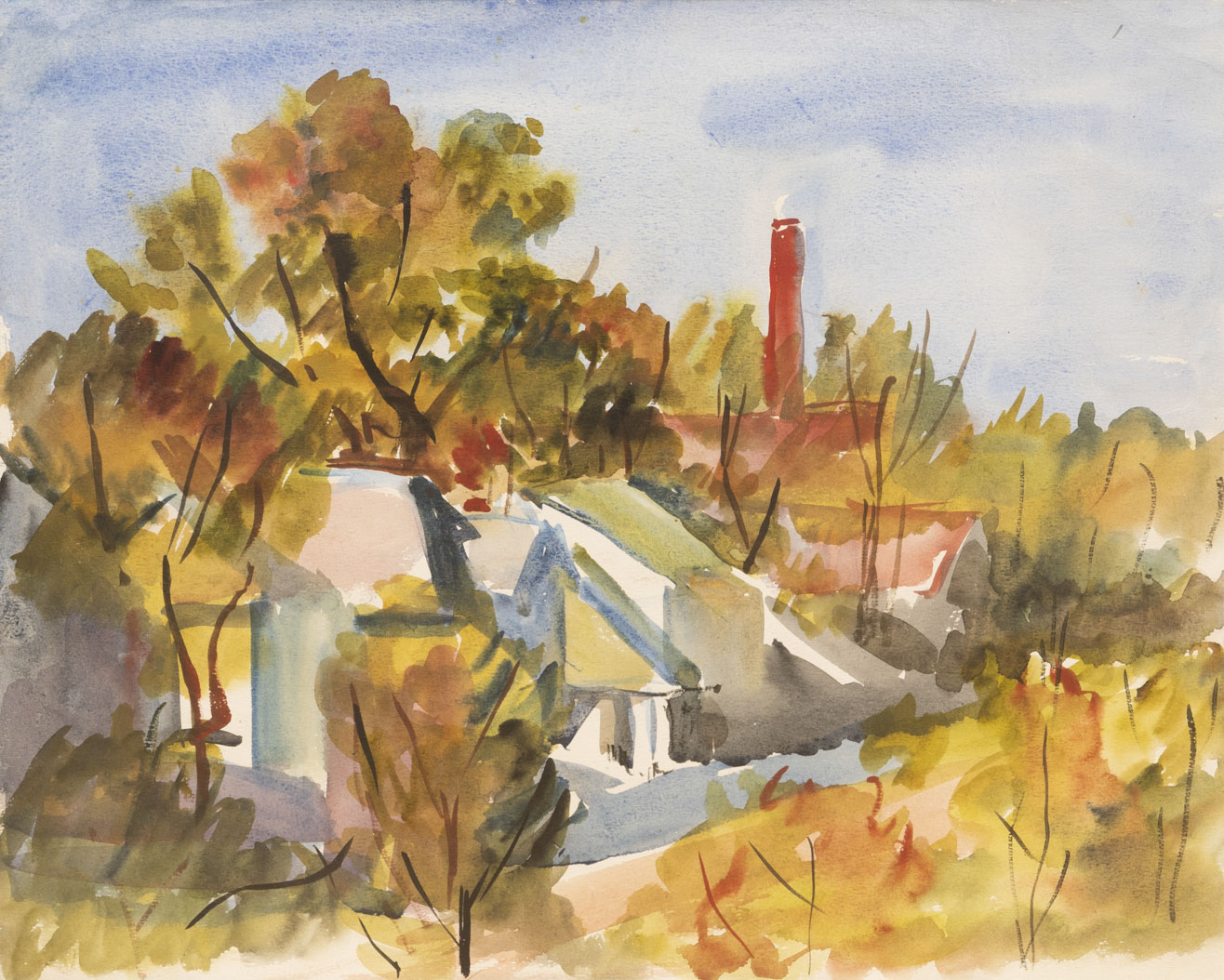
Pejzaż. Akwarela
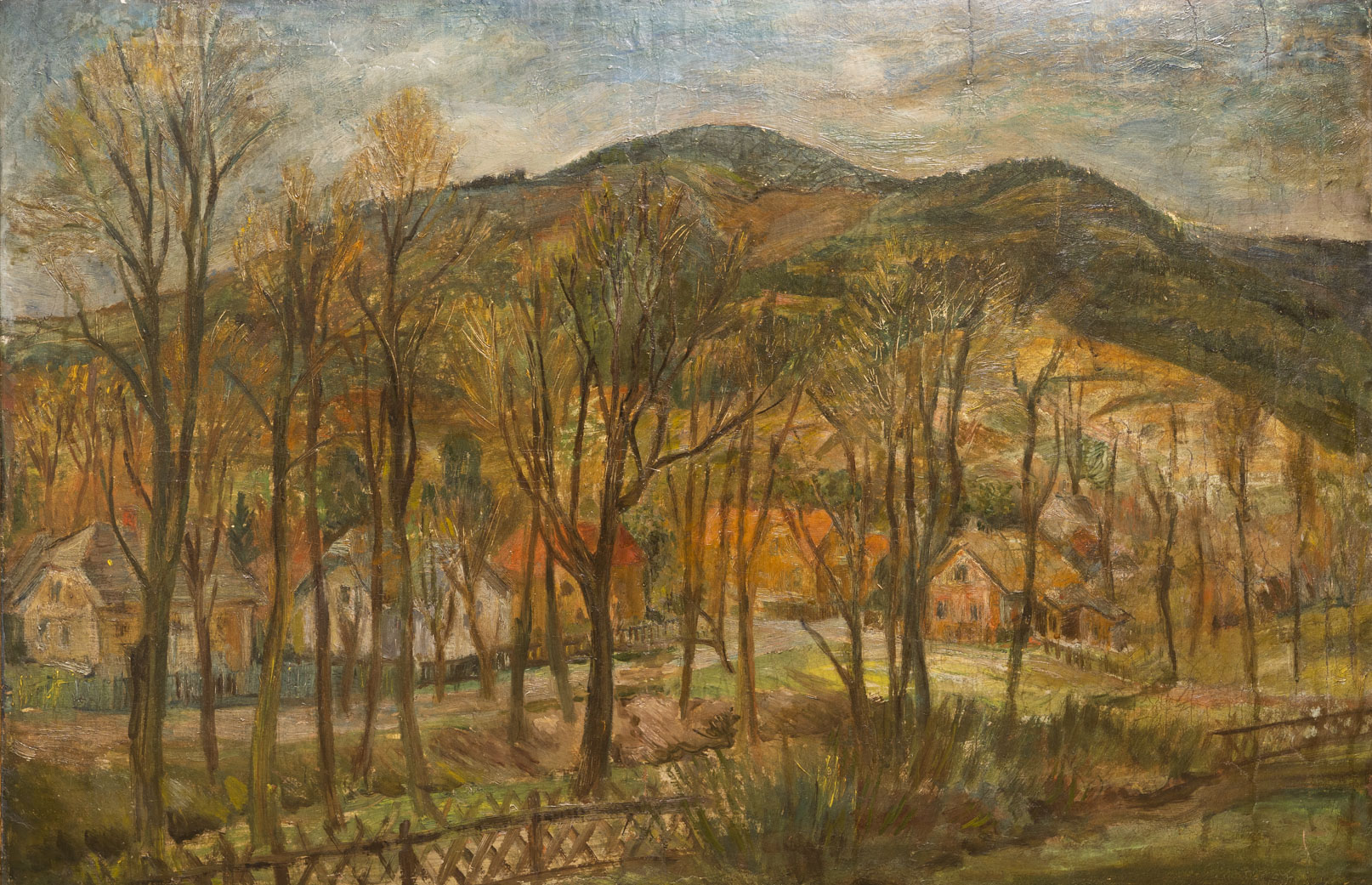
Pejzaż Bystrej z widokiem na Klimczok. Olej
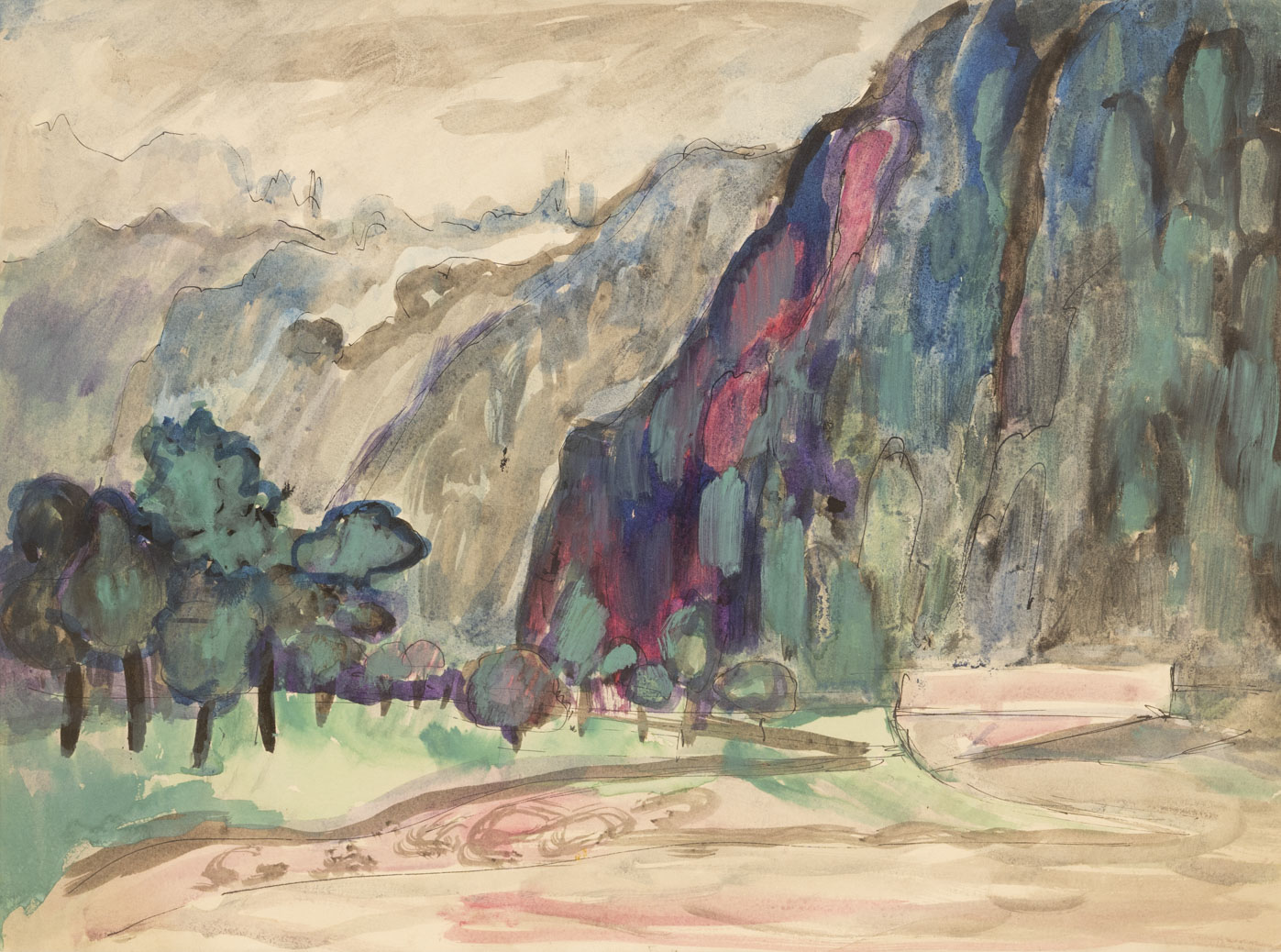
Pejzaż tatrzański. Akwarela
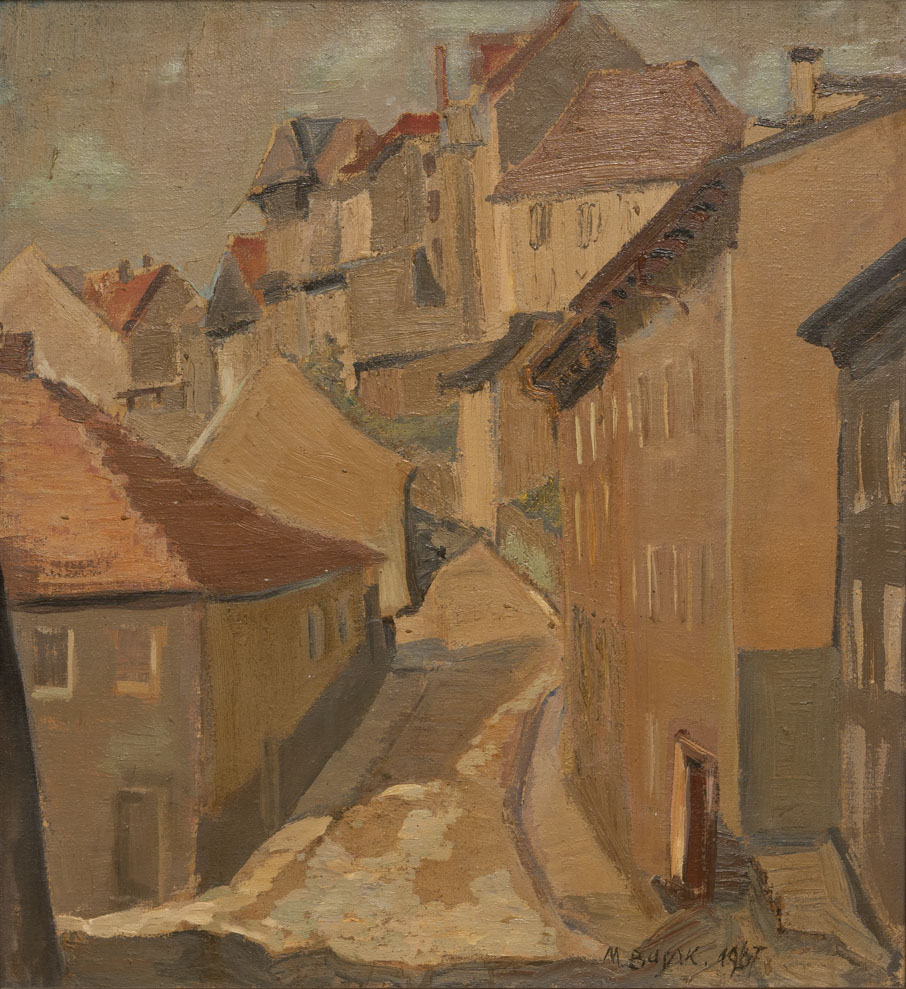
Pejzaż miejski 1. Olej
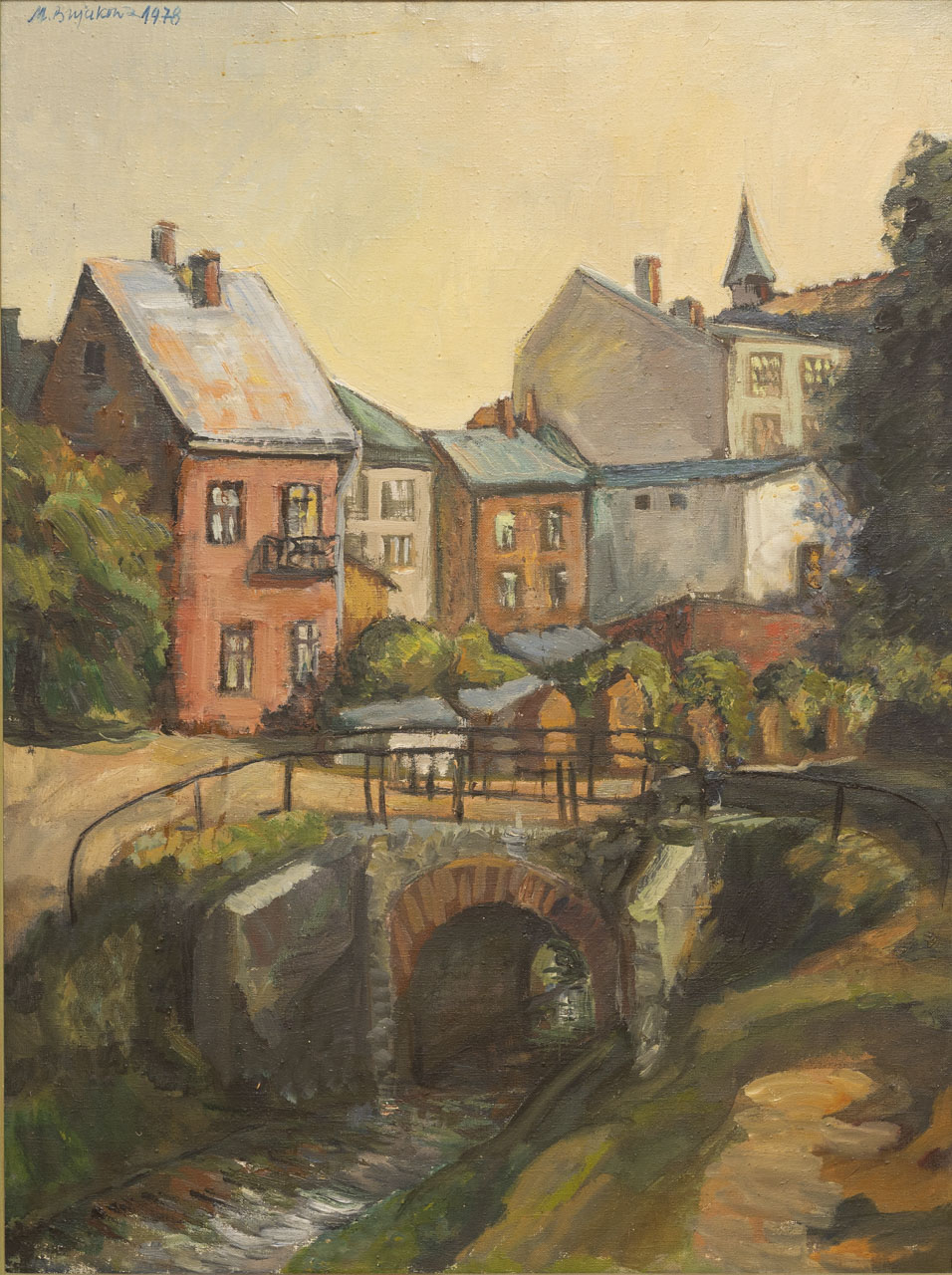
Pejzaż miejski 2. Olej
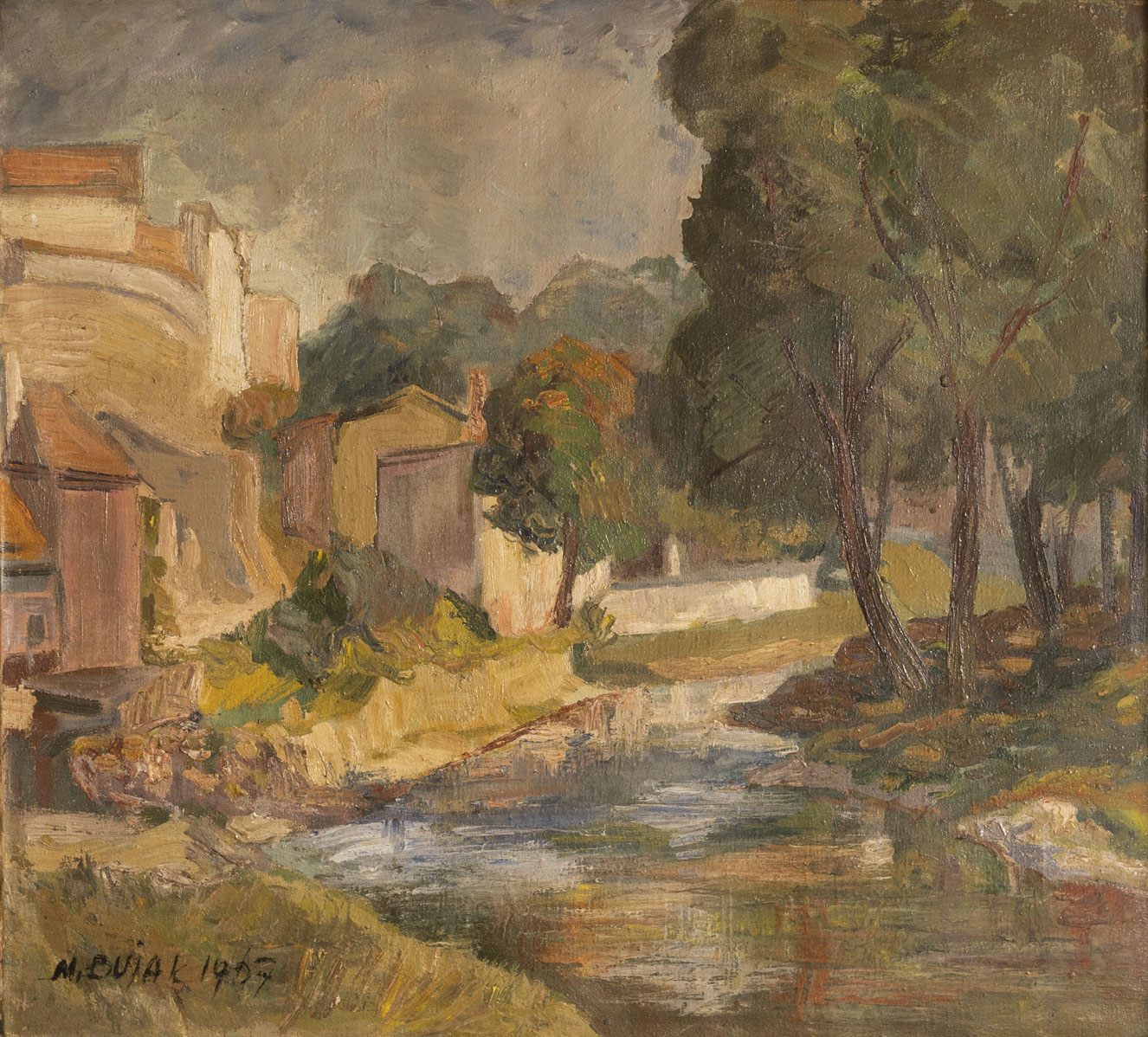
Pejzaż miejski 3. Olej
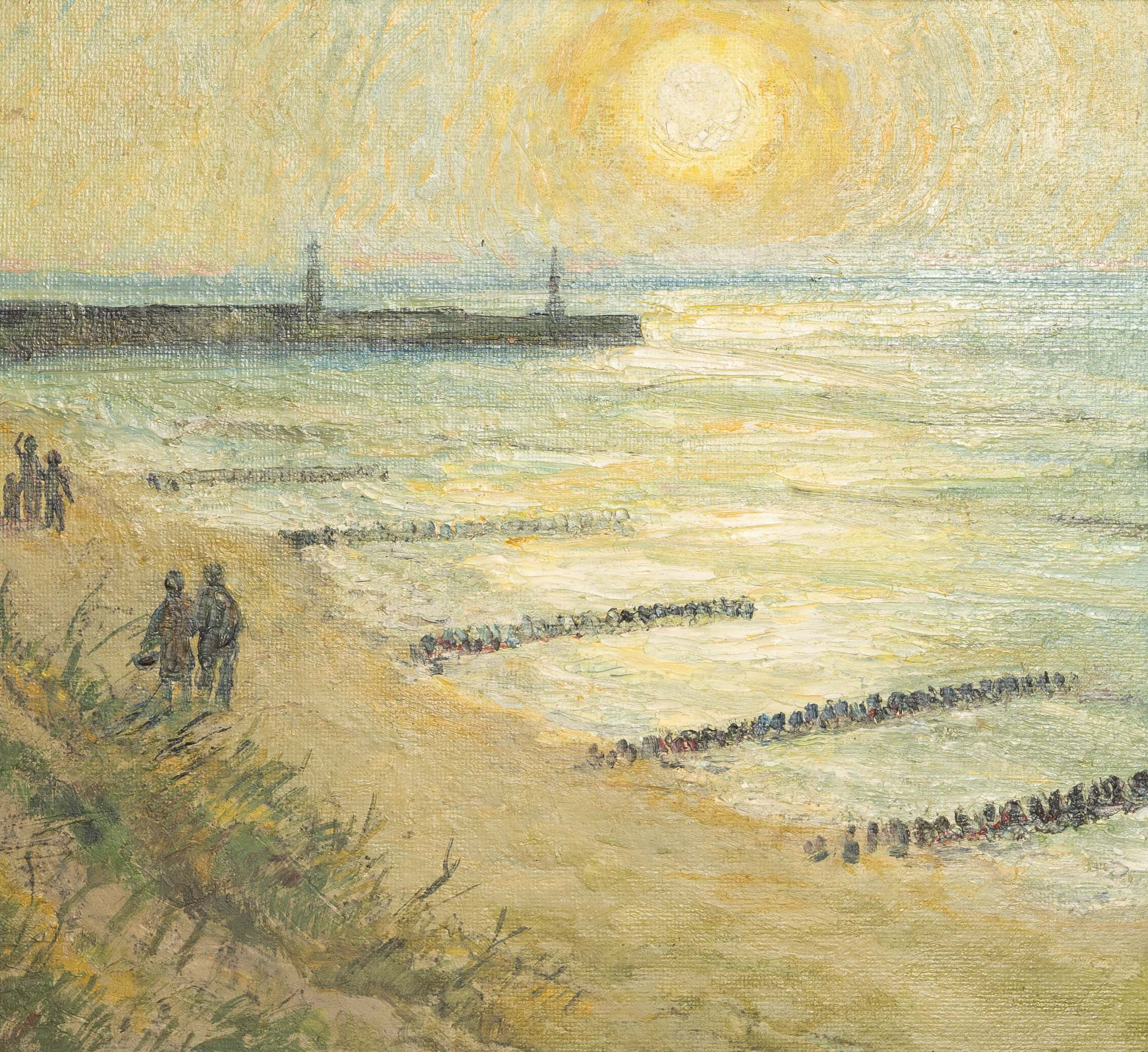
Pejzaż nadmorski. Olej
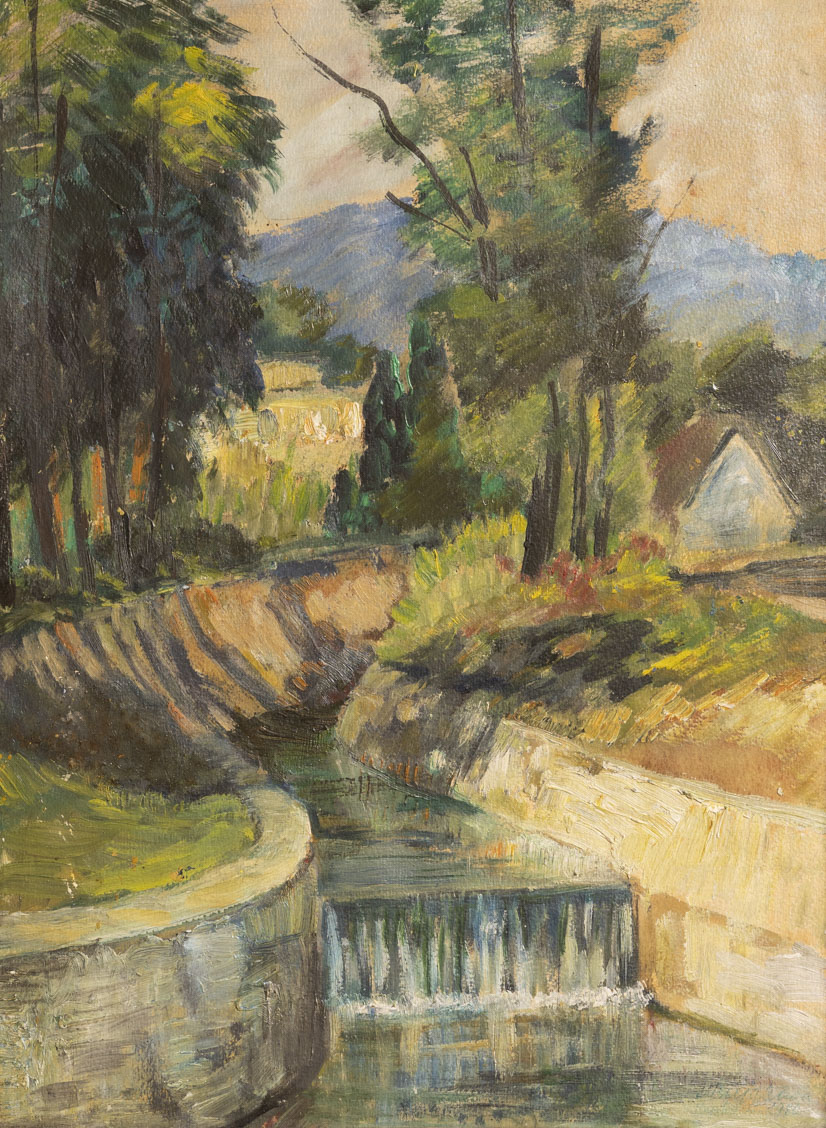
Rzeka Białka w Bystrej. Olej
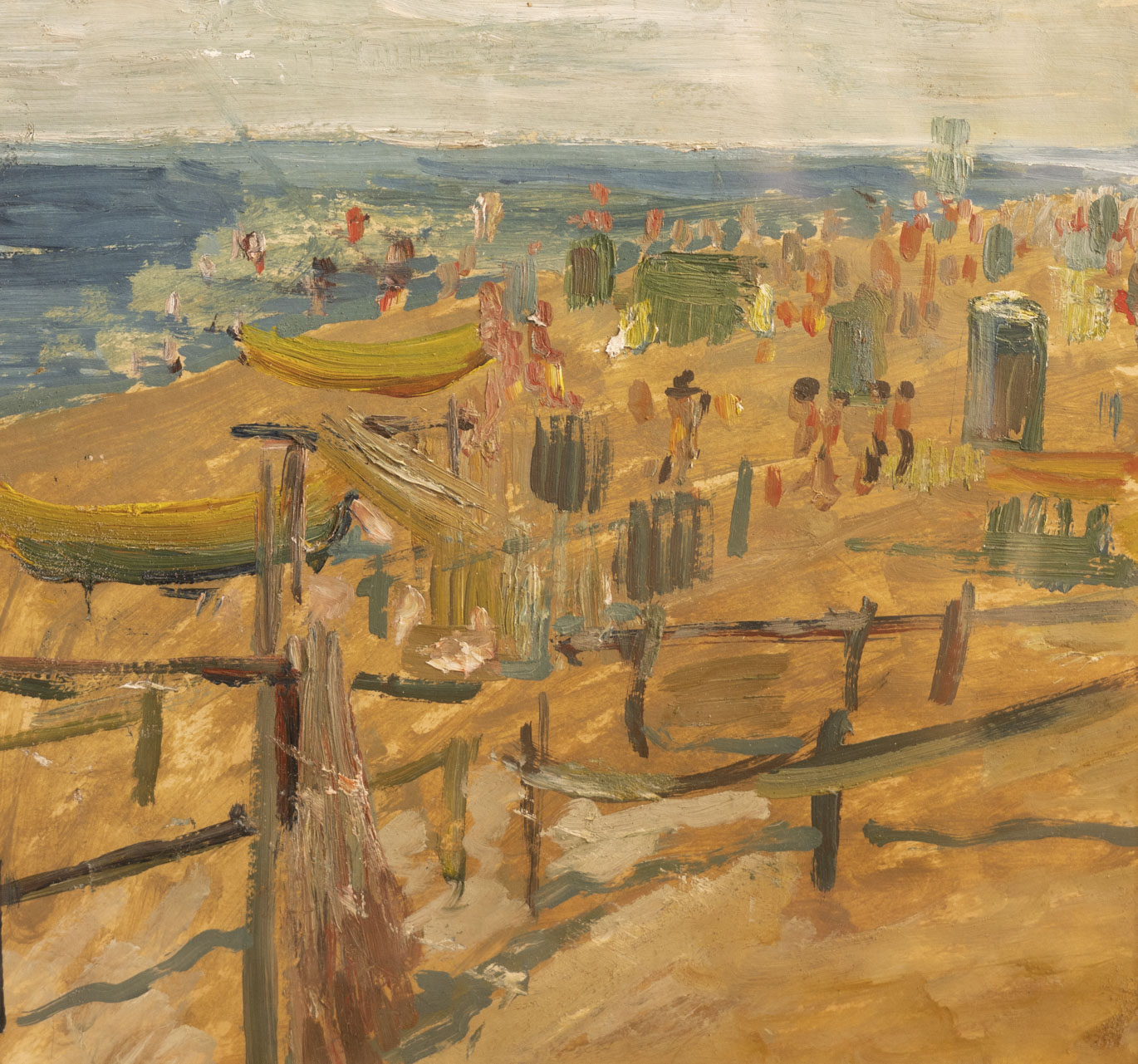
Plaża. Olej
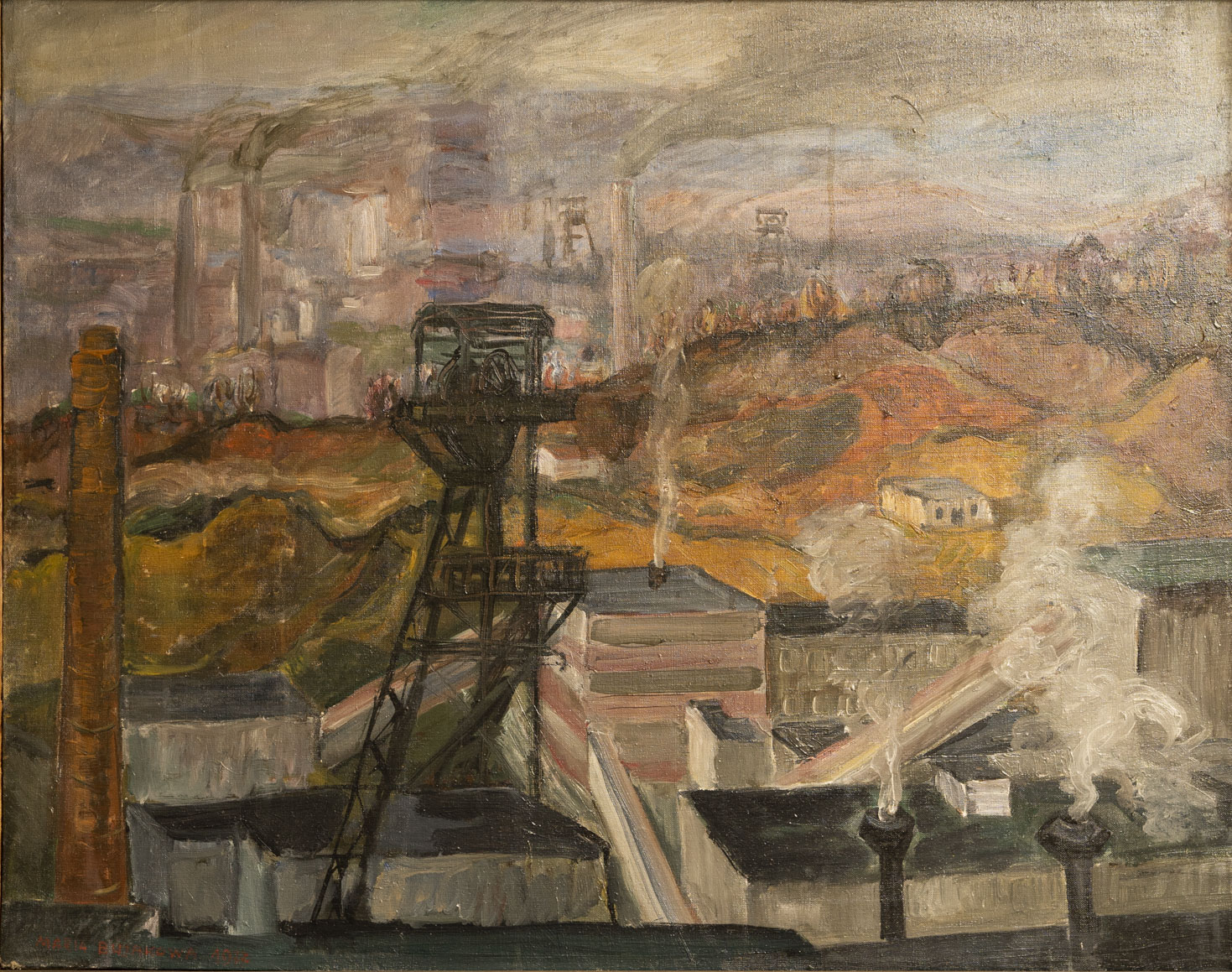
Pejzaż górniczy. Olej
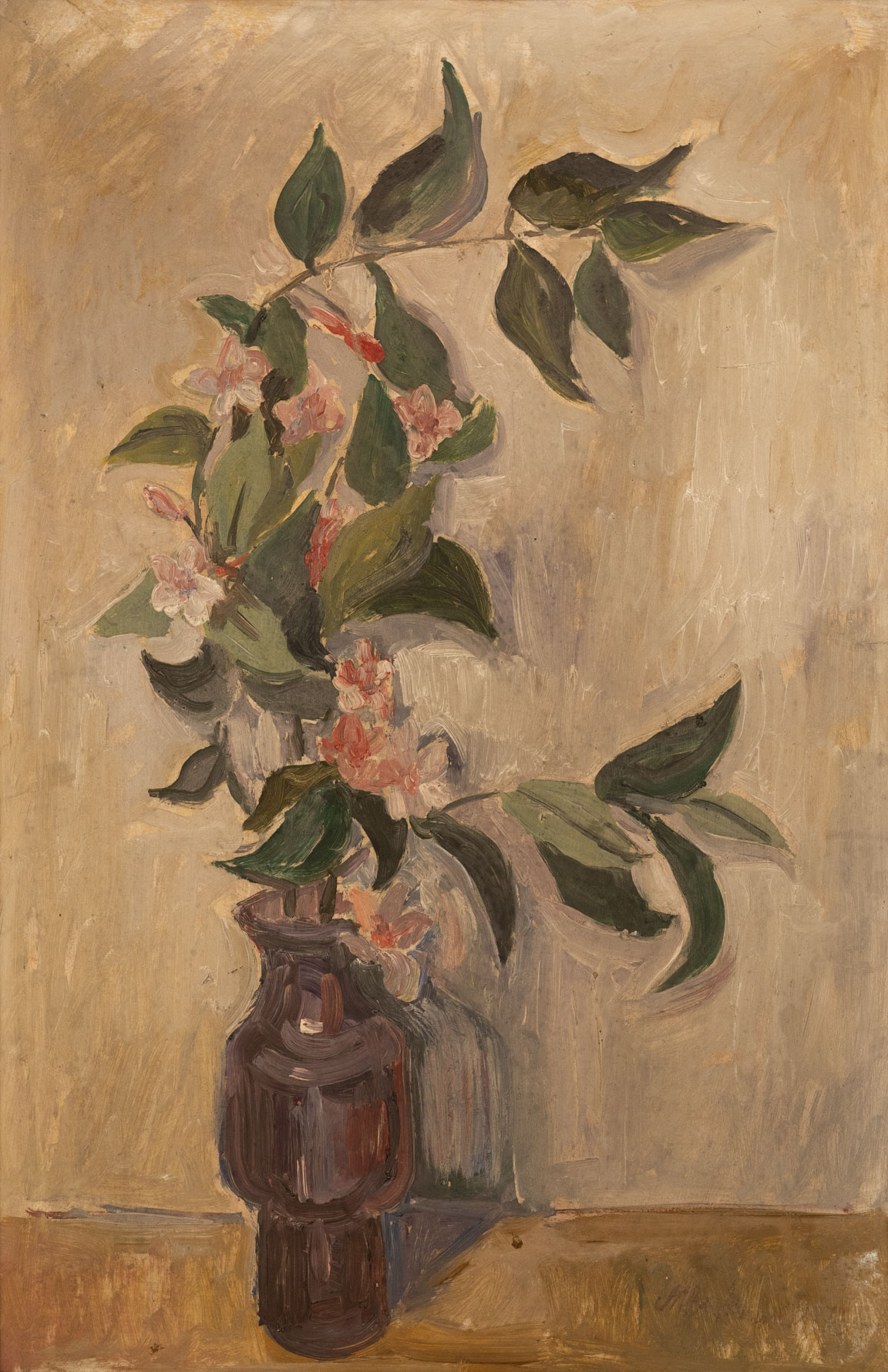
Martwa natura. Olej